# Anita hurrikán (1977)
Az Anita hurrikán (más néven 11-es számú trópusi depresszió) egy erős és pusztító hurrikán volt 1977-ben, az egyébként inaktív szezonban, és Mexikóban pusztított. Anita a szezon első rendszere, nevet kapott viahara, hurrikánja, jelentősebb ("major") hurrikánja, és a legelső, illetve legutolsó 5-ös erősségű ciklonja is.

## Meteorológiai lefolyás

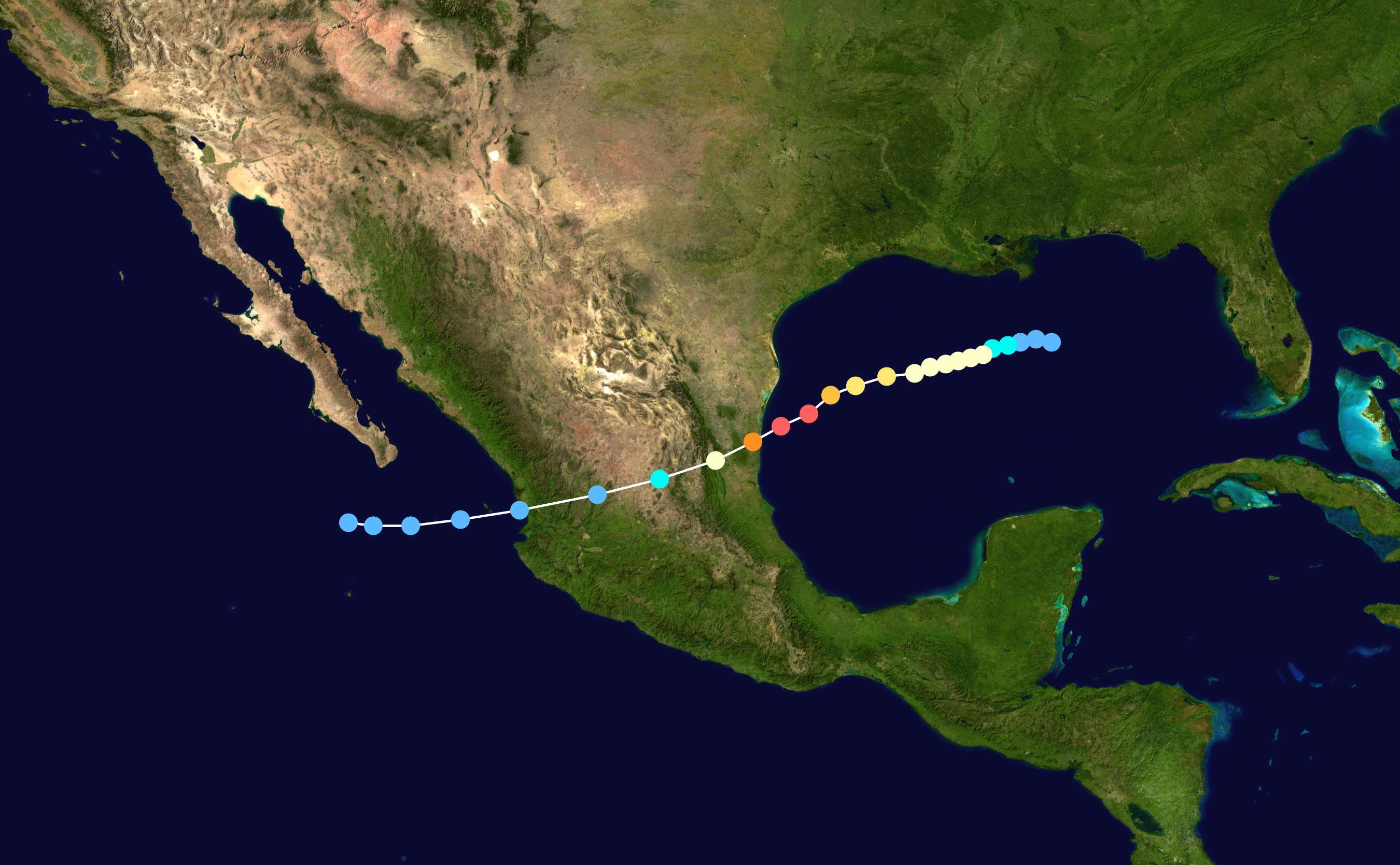
Anita pályája

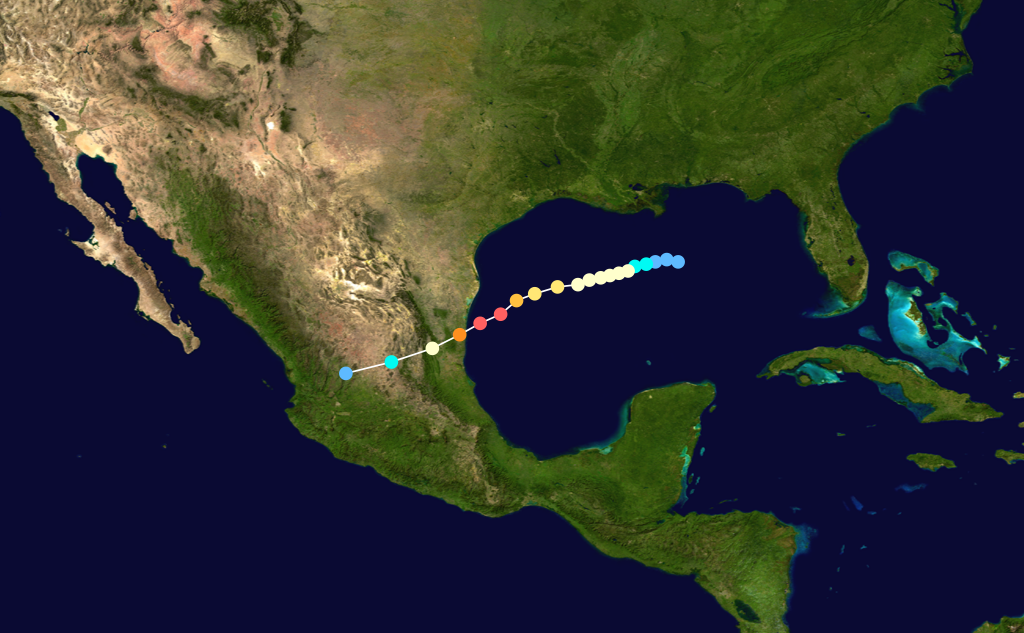
Anita atlanti-óceáni útja

Egy trópusi hullám haladt el Afrika partjai mentén, és augusztus 27-re Kuba felé került, a konvekció ekkortájt kezdett növekedni benne. A vihar nyugat-északnyugat felé haladva átment Floridán, majd belépett a Mexikói-öböl területére. Nyugat felé haladva tovább (7 km/h-val) a meleg víz felett a zivataros rendszer trópusi depresszióvá fejlődött, nagyjából 370 km-re délre New Orleanstól. A rendszer nyugatra továbbhaladva nem olyan sokkal később trópusi viharrá fejlődött, az így keletkezett trópusi vihar az Anita nevet kapta. Ezután egyre inkább nyugat-délnyugat felé kezdett menni, egyre melegebb tengervizek fölé, nedves, trópusi levegővel tarkítva, ami kedvezett az erősödésnek. Anita így augusztus 30-án hurrikánná fejlődött. Ez volt a legkésőbbi dátum 1967 óta, mire létrejött a szezon első hurrikánja. Szeptember 1-jére a szeme egyre fejlettebb lett, és gyorsan fokozódni kezdett a ciklon intenzitása az egyre sekélyebb víz felett. Még aznap elérte a jelentős ("major") hurrikán státuszt. Anita ezek után 2 mbar/órával csökkentette cemtrális nyomását, mígnem szeptember 2-án elérte csúcsintenzitását. A hajnali órákra érte el az 5-ös kategóriájú hurrikánerősséget, majd később tovább erősödött, csúcsintenzitásakor perces átlagszelei túllépték a 280 km/h-t is, a maximum lökései pedig a 345-öt.
Anita végül szeptember 2-án 11:00 UTC körül ért partot Soto La Marina (Tamaulipas) környékén (235 km-re délre Texas határától 180 km-re északra Tampico városától) 282 km/h körüli állandó átlaglökéseivel, és 320 km/h feletti szélvésszel. Centrális nyomása 926 mbar volt, így Anita lett az egyik legerősebb hurrikán, amely Mexikót sújtotta, és a legerősebb, amely a Mexikói-öböl felől érte el az államot. A partotérése után jelentősen gyengülni kezdett a vihar Mexikó sziklás terepe körül, és 25 órával a partot érése után trópusi depresszióként hagyta el a szárazföldet a Csendes-óceánon szeptember 3-án. Anita bekerült a csendes-óceáni hurrikánszezonba is, és megkapta a 11-es számú trópusi depresszió nevet. Később mélyebb vizek fölé került, miután nyugat felé haladt, ott pedig már a víz is hűvös volt, így végleg feloszlott Anita. A maradványok még nyugatra sodródtak, majd északra kezdtek menni, és egy részük elérte Kaliforniát szeptember 6-án.

## Károk és áldozatok

### Florida
Anita még azelőtt haladt át Floridán, hogy rendszerré alakult volna, és kisebb esőzést, és villámháborút eredményezett az állam déli része felett. Miamiban 25 mm csapadék esett.

### Louisiana
Az állam partjainál kissé nagyobb hullámzás keletkezett, illetve mérsékelt esőzés volt.

### Texas
Anita heves esőzést okozott a déli területén, a 87-es autópályát a víz teljesen elzárta, a parton hatalmas hullámok keletkeztek. Rio Grande Cityben 126 mm eső esett, de az állam északabbi területein is mérsékelt esőzés volt tapasztalható. A South Padre szigeten több ablak is betört a szél miatt, és fák is dőltek ki.

### Mexikó
Anita egy viszonylag ritkábban lakott területén érte el Mexikót, de így is sok kárt okozott. A part közelében 6 óra alatt több mint 445 mm csapadék esett le, a partokat csapdosó hatalmas, majdnem 12 méteres hullámokat pedig a szárazföld felé sodorta a víz, ezzel dagályt, árvizet és belvizet okozva, még messze a partoktól is. A hurrikán hatalmas károkat okozott a halász, illetve farmlétesítményekben és felszerelésekben Nyugat-Mexikóban, valamint sok helyen keletkezett földcsuszamlás. Rengeteg otthon megsemmisült, vagy szenvedett kárt, a vihar nagyjából 25 000 embert hagyott fedél nélkül, akiket nem győztek elszállásolni. Még a belsőbb területeken is rengeteg ajtó és tetőszerkezet károsodott nagy mértékben, a széleskörű áramszünetről nem is beszélve. Több útszakasz is járhatatlanná vált, vagy sérült. Ciudad Victoriában is akadozott a forgalom. Több mint 50 000 embert érintett a hurrikánt, közvetve akár 150-200 ezret is. 11 ember vesztette életét Tamaulipas környékén, nagy részük megfulladt, vagy a házában rekedt, vagy a földcsuszamlás végzett velük. Déli-Alsó-Kaliforniában is okozott kisebb szélrohamokat a már távozó ciklon. Az összes kár ismeretlen. Jaliscóban, Sinaoloában, Durangóban és Nayaritban is esőzések voltak, de jóval kisebb mértékű, mivel a hegyek elnyelték a csapadékot.

### Kalifornia
A gyorsan mozgó ciklonmaradvány Kalifornia nyugati partjain is okozott 2-3 méteres hullámokat, esőzést és villámárvizeket, de senki nem sérült meg, és kár sem volt.

## Megjegyzés
280 km/h-s állandó átlagszeleivel Anita volt a harmadik legintenzívebb partot érő atlanti-hurrikán, és az egyik legerősebb hurrikán, ami Mexikót sújtotta, illetve a legerősebb, ami az Atlanti-óceán felől érte az országot. Anita volt azon atlanti hurrikánok egyike, amely átlépett a Csendes-óceánra, így abba a szezonba is bekerült mint trópusi ciklon.

## Fordítás
- Ez a szócikk részben vagy egészben  a   Hurricane Anita című angol Wikipédia-szócikk fordításán alapul.  Az eredeti cikk szerkesztőit annak laptörténete sorolja fel. Ez a jelzés csupán a megfogalmazás eredetét és a szerzői jogokat jelzi, nem szolgál a cikkben szereplő információk forrásmegjelöléseként.